# Гней Корнелий Патерн
Вижте пояснителната страница за други личности с името Патерн.
Гней Корнелий Патерн (на латински: Gnaeus Cornelius Paternus) e политик и сенатор на Римската империя през 3 век.

## Биография
Той е син на Гней Корнелий Аквилий Орфит, който е вероятно суфектконсул през 200 г.
През 233 г. Патерн e консул заедно с Луций Валерий Максим.